# San Pablo (Isabela)
San Pablo è una municipalità di terza classe delle Filippine, situata nella Provincia di Isabela, nella Regione della Valle di Cagayan.
San Pablo è formata da 17 baranggay:
- Annanuman
- Auitan
- Ballacayu
- Binguang
- Bungad
- Dalena
- Caddangan/Limbauan
- Calamagui
- Caralucud
- Guminga
- Minanga Norte
- Minanga Sur
- Poblacion
- San Jose
- Simanu Norte
- Simanu Sur
- Tupa (San Vicente)